# Ray Manzarek
Ray Manzarek (właśc. Raymond Daniel Manzarek Jr., ur. jako Raymond Daniel Manczarek Jr., 12 lutego 1939 w Chicago, zm. 20 maja 2013 w Rosenheim) – amerykański muzyk, producent płytowy, reżyser i pisarz polskiego pochodzenia. 
Najbardziej znany był jako klawiszowiec zespołu The Doors, który założył wspólnie z Jimem Morrisonem.

## Życiorys
Rodzice Helena i Raymond Manczarek, oboje będący imigrantami z Polski, od najmłodszych lat dbali o muzyczne wykształcenie ich syna, ucząc go gry na pianinie. Studiował muzykę w chicagowskim konserwatorium muzycznym. Poza studiami na brzmienie jego muzyki wpływ miały przede wszystkim jazz i blues. W Los Angeles studiował na Uniwersytecie Kalifornijskim na wydziale filmu. Ukończył go w czerwcu 1965 r. z bardzo dobrymi wynikami. Przed założeniem The Doors grał i śpiewał w zespołach: Rick and the Ravens i The White Trash Quintet. Po śmierci Jima Morrisona kontynuował karierę muzyczną. Solową karierę rozpoczął wydaniem płyty Golden Scarab. Po trzech latach znudził się graniem w pojedynkę i z nowo sformowaną grupą Nite City nagrał dwie płyty. Po dziesięciu latach przerwy, w 1993 stworzył muzykę do wierszy amerykańskiego poety Michaela McClure’a. W 1980 został producentem, biorąc pod opiekę nagranie krążka punkowego zespołu X zatytułowanego Los Angeles. W 2001 wrócił do reżyserowania obrazem Love Her Madly. Poza wspomnieniami Light My Fire: My Life with The Doors opublikował również powieść The Poet in Exile. Od września 2002 wraz z Robbym Kriegerem grał w towarzystwie Iana Astbury’ego i Ty'a Dennisa jako The Doors of the 21st Century.
„Zamieszkujemy nasze ciała przez 70, 80, 90 lat, a życie tu na planecie Ziemia to taka frajda, że chce się, by to trwało. Twój duch, umysł, dusza z wiekiem stają się coraz lepsze. Zaczynasz patrzeć na wiele spraw z perspektywy. To wszystko przyspiesza i tylko to cholerne ciało spowalnia” – powiedział w 2006 roku w wywiadzie udzielonym dziennikarzowi Agencji Reutera.
Zmarł 20 maja 2013 (w wieku 74 lat) w klinice RoMed (niem. RoMed Kliniken) w Rosenheim w Niemczech. Przyczyną śmierci był nowotwór przewodów żółciowych. Pozostawił żonę Dorothy, dwóch braci, syna z żoną i troje wnucząt.

## Dyskografia
Albumy solowe
- Golden Scarab (1973)
- The Whole Thing Started with Rock & Roll, Now Its Out of Control (1974)
- interpretacja dzieła Carmina Burana (1983)

Nite City
- Nite City (1976)
- Golden Days Diamond Nights (1977)

Z Michaelem McClure’em
- Lion Love (1993)
- There’s a Word! (2001)

Występy gościnne
- Carlos Santana – Guitar Heaven (2010)[4]

## Publikacje
- Light My Fire: My Life with The Doors, 1998, G.P. Putnam's Sons, ISBN 978-0-399-14399-1
- The Poet in Exile, 2001, Thunder's Mouth Press, ISBN 978-1-56025-359-4
- Snake Moon, 2006, Night Shade Books, ISBN 978-1-59780-042-6

## Filmografia
- „Message to Love: The Isle of Wight Festival” (1997, film dokumentalny, reżyseria: Murray Lerner)[5]
- „The Third Mind” (2000, film dokumentalny, reżyseria: William Tyler Smith)[6]
- „Venice: Lost and Found” (2002, film dokumentalny, reżyseria: Brad Bemis, Gary Davies)[7]
- „When Hippies Ruled the World” (2002, film dokumentalny, reżyseria: Andy Baybutt)[8]
- „Temples of Rock” (2003, film dokumentalny, reżyseria: Carlo Gennarelli)[9]
- „Mayor of the Sunset Strip” (2003, film dokumentalny, reżyseria: George Hickenlooper)[10]
- „An Ox's Tale: The John Entwistle Story” (2006, film dokumentalny, reżyseria: Glenn Aveni, Steve Luongo)[11]
- „Doors: Mr. Mojo Risin' - The Story of L.A. Woman” (2012, film dokumentalny, reżyseria: Martin R. Smith)[12]
- „When Albums Ruled the World” (2013, film dokumentalny, reżyseria: Steve O’Hagan)[13]